# Koporjebukten
Koporjebukten (även Koporskijbukten, ryska: Копорская губа) är en vik i Leningrad oblast i Ryssland. Den ligger i Finska vikens inre del och på dess södra strand. Koporjebukten avgränsas i väster av udden Soikinskij och staden Sosnovyj Bor ligger vid dess strand. Den är namngiven efter den historiska fästningen Koporje som ligger omkring 10 km inåt land. 

### Fotnoter
1. ↑  Zaliv Koporskiy hos Geonames.org (cc-by); läst 2017-12-18